# فارس المدني
فارس عايد المدني هو لاعب كرة قدم سعودى.

## مسيرة اللاعب
لعب في نادي الوحدة في الفئات السنية و نادي الحوراء.